# Powiat Tczewski
Der Powiat Tczewski ist ein Powiat (Kreis) in der polnischen Woiwodschaft Pommern mit der Kreisstadt Tczew. Der Powiat hat eine Fläche von 697,54 km², auf der etwa 115.000 Einwohner leben.

## Geschichte
Der Powiat Tczewski gehörte von 1920 bis zum 6. April 1945, mit Unterbrechung durch die deutsche Besatzungszeit September 1939 bis März 1945, zur Woiwodschaft Großpommerellen. Im Zuge einer Gebietsreform wurde am 1. April 1932 der Powiat Gniewski, mit Sitz der Starostei in Gniew, eingegliedert. Am 7. April 1945 kam der Powiat Tczewski an die neu geschaffene Woiwodschaft Danzig.

## Gemeinden
Der Powiat Tczewski umfasst sechs Gemeinden, davon eine Stadtgemeinde, zwei Stadt- und Landgemeinden, deren gleichnamige Hauptorte das Stadtrecht besitzen – sowie drei Landgemeinden:
Einwohnerzahlen vom 31. Dezember 2016

### Stadtgemeinde
- Tczew (Dirschau) – 60.276

### Stadt- und Landgemeinden
- Gniew (Mewe) – 15.717
- Pelplin (Pelplin) – 16.482

### Landgemeinden
- Morzeszczyn (Morroschin) – 3.689
- Subkowy (Subkau) – 5.521
- Tczew – 14.151

## Nachbarlandkreise
|                                        | Powiat Gdański Danziger Höhe                | Powiat Malborski Marienburg    |
| Powiat Starogardzki Preußisch Stargard | Kompassrose, die auf Nachbargemeinden zeigt | Powiat Sztumski Stuhm          |
|                                        | Powiat Świecki Schwetz                      | Powiat Kwidzyński Marienwerder |